# Dipartimento di La Paz (Catamarca)
La Paz è un dipartimento argentino, situato nella parte meridionale della provincia di Catamarca, con capoluogo Recreo.

## Geografia fisica
Esso confina con le province di Santiago del Estero e Córdoba, e con i dipartimenti di Capayán, Ancasti e El Alto.

## Società

### Evoluzione demografica
Secondo il censimento del 2001, su un territorio di 8.149 km², la popolazione ammontava a 21.061 abitanti, con un aumento demografico del 30,47% rispetto al censimento del 1991.

## Amministrazione
Nel 2001 il dipartimento comprendeva i seguenti comuni (municipios in spagnolo):
- Icaño
- Recreo